# Jean Moulin
Jean Moulin (Béziers, 20 giugno 1899 – Metz, 8 luglio 1943) è stato un militare e partigiano francese, eroe della Resistenza francese.

## Biografia

### Prima della guerra

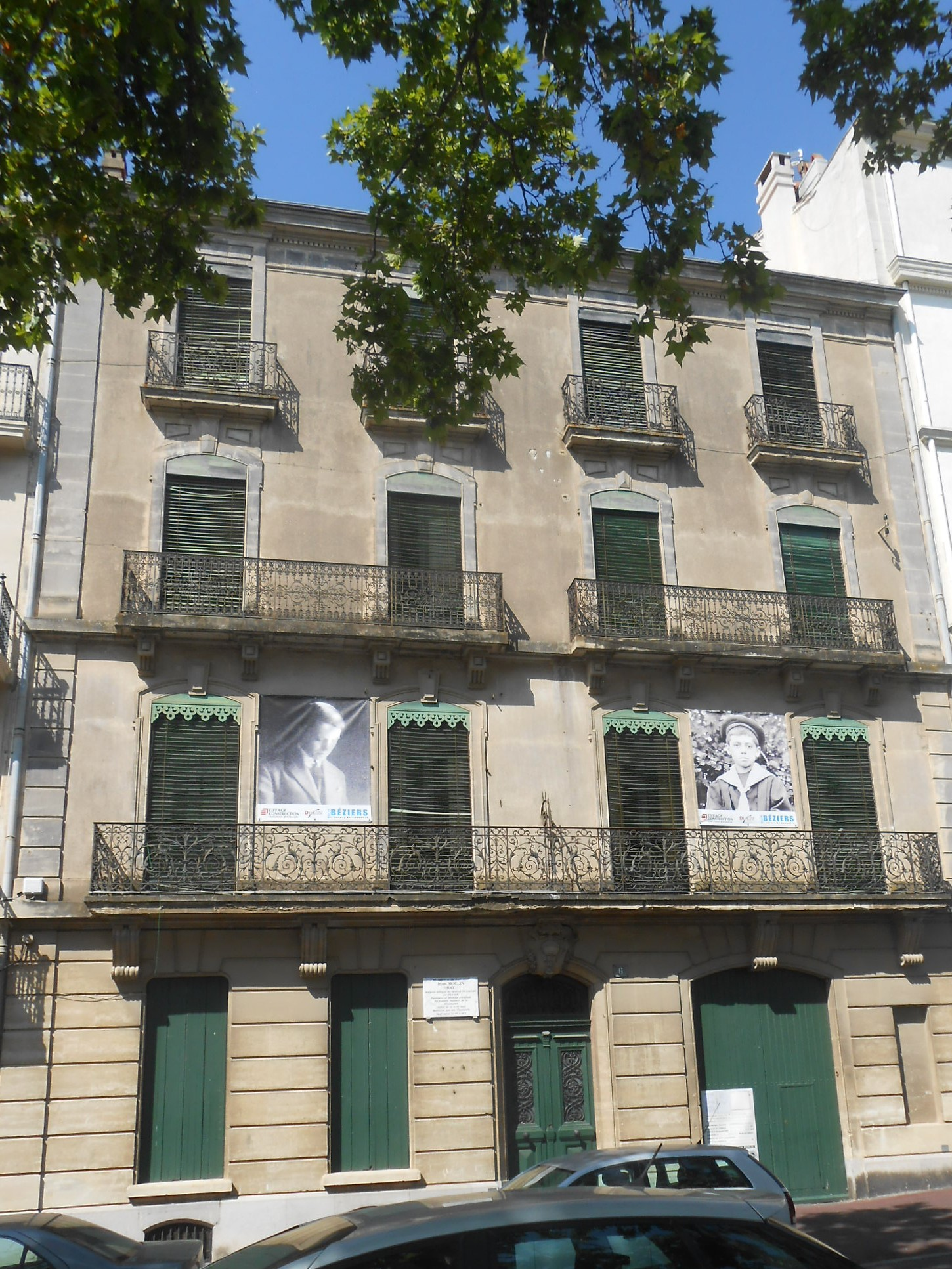
Casa natale di Moulin

Arruolato nel 1918, partecipa agli ultimi mesi della prima guerra mondiale. Nel 1921 si laurea in legge. Entra nell'amministrazione prefetturale, come capo di gabinetto del prefetto della Savoia, nel 1922, poi come vice prefetto d'Albertville, dal 1925 al 1930. È all'epoca il più giovane vice prefetto della Francia.
Nel settembre del 1926 si sposa con Marguerite Cerruti, per poi divorziare nel 1928. Nel 1930 diviene vice prefetto di Châteaulin. Pierre Cot lo nomina capo aggiunto del suo dicastero agli Affari Esteri nel dicembre 1932. Intanto frequenta circoli artistici, inizia a collezionare quadri e pubblica caricature e disegni umoristici nella rivista Le Rire con lo pseudonimo di Romanin. Vice prefetto di Thonon-les-Bains nel 1933, occupa contemporaneamente la funzione di capo di gabinetto del ministro dell'Aviazione Pierre Cot.
Nel 1934 assume le funzioni di segretario generale della prefettura della Somme a Amiens; nel 1936 è nuovamente nominato capo di gabinetto al ministero dell'Aviazione, dove aiuta i repubblicani spagnoli nella guerra civile inviando aerei e piloti. Diventa il più giovane prefetto di Francia, nell'Aveyron, a Rodez, nel gennaio 1937.

### La Resistenza

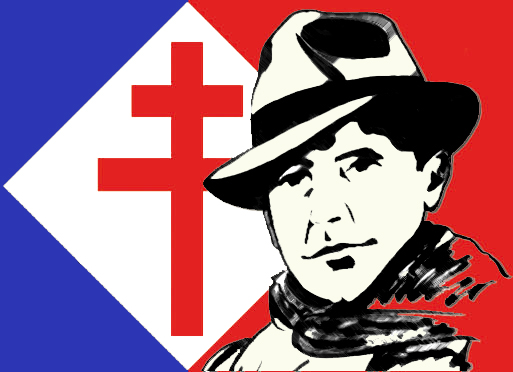
Il volto di Jean Moulin con sullo sfondo la croce di Lorena è diventato il simbolo della Resistenza francese

Nominato prefetto d'Eure-et-Loir a Chartres, viene arrestato nel giugno del 1940 dai tedeschi, perché si rifiuta di arrestare alcuni soldati africani della guardia di finanza francese. Tenta il suicidio, tagliandosi la gola con dei frammenti di vetro, conservando una cicatrice che nasconde sotto una sciarpa.
Politicamente schierato a sinistra, è revocato dal suo incarico dal Regime di Vichy il 2 novembre 1940 e messo in disponibilità. Si installa nella sua casa familiare di Saint-Andiol (Bouches-du-Rhône) ed entra nella Resistenza francese. Nel settembre 1941 raggiunge Londra sotto il nome di Joseph Jean Mercier e vi incontra Charles de Gaulle, che lo incarica di unificare i movimenti della resistenza. Viene paracadutato sulle Alpi nella notte del 1º gennaio 1942, e inizia a usare gli pseudonimi di Rex e di Max.
Nel febbraio 1943 ritorna a Londra in compagnia del generale Delestraint, capo dell'Armée Secrète. Riparte il 21 marzo 1943, incaricato di creare il Consiglio Nazionale della Resistenza (CNR), la cui prima riunione si tiene a Parigi il 27 maggio 1943.

### La cattura e la morte
Viene arrestato il 21 giugno 1943 a Caluire-et-Cuire (Rodano-Alpi), nell'abitazione del dottor Dugoujon, dove stava tenendo una riunione con i principali capi della Resistenza francese. Rinchiuso all'Hôtel Terminus di Lione, interrogato e torturato da Klaus Barbie, capo della Gestapo, muore nei pressi di Metz, sul treno Parigi-Berlino che lo stava conducendo verso la deportazione in campo di concentramento.

## Memoria

Francobollo che commemora Jean Moulin nel centenario della nascita.

L'essere stato il rappresentante dello Stato francese più alto in grado ad opporsi al governo di Vichy, dandosi alla macchia e guidando i partigiani dall'interno del territorio metropolitano, gli diede un'aura d'alternativa al Governo in esilio di Londra, rendendolo parte della mitologia radical-socialista in opposizione al nazionalismo conservatore del generale De Gaulle.
È sepolto al Pantheon di Parigi, dove le sue spoglie furono traslate nel 1964, proprio su decisione del generale De Gaulle e con commemorazione funebre letta da André Malraux.
Massone, Jean Moulin fu membro della Fraternité des hauts fonctionnaires.